# Agelena inda
Agelena inda là một loài nhện trong họ Agelenidae.
Loài này thuộc chi Agelena. Agelena inda được Eugène Simon miêu tả năm 1897.